# 横浜医療情報専門学校
横浜スポーツ＆医療ウェルネス専門学校（よこはまスポーツ&いりょうウェルネスせんもんがっこう）は横浜市の専門学校。情報科学専門学校の姉妹校。コンピュータ、医療事務の専門学校。運営者は学校法人岩崎学園。

## 交通
新幹線、横浜線、横浜市営東急相鉄線 新横浜駅下車。